# Måvens og Peder møder Måvens og Peder
Måvens og Peder møder Måvens og Peder er et radiodrama af den danske dramatiker og forfatter Line Knutzon. Det havde premiere på Danmarks Radio den 11. marts 2002. Det er det fjerde radiodrama om de to antihelte Måvens og Peder. Radiodramaet er instrueret af Emmet Feigenberg med teknik af Erik Holmen.

## Handling
Måvens (Mikael Birkkjær) ringes op af en mand, der kalder sig Måvens, og som viser sig at være Måvens' dobbeltgænger (i manuskriptet nævnt som "Walter"). Dobbeltgængeren vil have Måvens til at begå selvmord, fordi han "spærrer" for den rigtige og succesfulde Måvens, dvs. dobbeltgængeren.
Netop som Måvens har skrevet i sin dagbog, at han vil begå selvmord, ringer Peder (Søren Sætter-Lassen). De mødes i Måvens' slikbutik, og Måvens fortæller om det mærkelige opkald fra sin dobbeltgænger. Han er stadig til sinds at begå selvmord, når der alligevel eksisterer en bedre udgave af ham, men Peder taler ham fra det. Derefter går de hen på den lokale beverding.
På beverdingen opdager de, at Måvens' dobbeltgænger sidder ved et af de andre borde. Måvens føler pludselig skyld over, at han endnu ikke har begået selvmord, men Peder siger, at den anden udgave ikke nødvendigvis er en bedre Måvens. Han er dog selv blevet meget nysgerrig, så da dobbeltgængeren forlader beverdingen og kører hjemad, optager han og Måvens forfølgelse i en taxa.
De opdager, at dobbeltgængeren bor i en stor etplansvilla og er gift med Ingrid (Bodil Jørgensen) fra parallelklassen på Måvens' og Peders skole og har en søn ved navn Tue (Anja Owe). De kravler op i et pæretræ og udspionerer Måvens' dobbeltgænger. Snart opdager de, at Måvens' dobbeltgænger behandler sin kone som en sexslave og vil sende Tue på kostskole. Måvens, der hidtil har troet, at hans dobbeltgænger var en bedre udgave af ham selv, bliver oprørt og får medlidenhed med Tue. Han og Peder opdager desuden, at Peder også har en dobbeltgænger (i manuskriptet nævnt som "Tom"). Peders dobbeltgænger er underviser på et mandekursus, som Måvens' dobbeltgænger har tilmeldt sig. De to dobbeltgængere tager ud i skoven for at påbegynde kurset, og Måvens og Peder følger efter for at give dem en lærestreg.
Ude i skoven forklarer Dobbeltgænger-Peder for Dobbeltgænger-Måvens, at kurset går ud på at indvie ham i en række ritualer. Først skal han sidde nøgen i den kolde skov i fire timer, dernæst løse en gåde, og hvis han løser den, vil det udløse en præmiesum, der skal bruges på bordelbesøg. Imens kæmper Måvens og Peder for at indhente dem.
Da Dobbeltgænger-Måvens har siddet i fire timer, forklarer Dobbeltgænger-Peder, at han skal finde en indianer, der vil stille ham den omtalte gåde. I mellemtiden har Måvens og Peder indhentet deres dobbeltgængere, og da de hører om gåden og præmiesummen, beslutter de at finde indianeren før Dobbeltgænger-Måvens, løse gåden og bruge pengene på en børneopsparing til Tue.
Måvens og Peder følger efter Dobbeltgænger-Måvens. Han finder indianeren og får stillet gåden: "Hvad er det, der er hvidt, når man kaster det op, og gult, når det lander?" Han er ikke i stand til at gætte løsningen, men den rigtige Måvens, der har gemt sig i nærheden sammen med den rigtige Peder, træder pludselig frem og siger svaret (et æg), hvorpå han tager pengene og erklærer, at han er den eneste rigtige Måvens. Umiddelbart efter dukker Dobbeltgænger-Peder op, og et øjeblik hersker der fuldkomment kaos. Dobbeltgænger-Måvens opdager, at indianeren (Nicolas Bro) i virkeligheden er en mand ved navn Lars, der blot har spillet skuespil, og indleder et slagsmål med ham. Imens skynder Måvens og Peder sig væk med pengene.
Tilbage i Måvens' slikbutik er Måvens ked af, at det ikke var ham, der fik al sin dobbeltgængers succes. Peder synes derimod, at de bør være glade for at være sig selv igen.

## Modtagelse
Måvens og Peder møder Måvens og Peder fik blandede anmeldelser i dagbladene. Berlingske Tidendes anmelder Me Lund skrev en positiv anmeldelse, hvorimod Kristeligt Dagblads anmelder Elin Rask skrev en stærkt negativ anmeldelse.